# Simfonija št. 8 (Mahler)
Simfonija št. 8 v Es-duru Gustava Mahlerja je eno najobsežnejših vokalno-instrumentalnih del v klasičnem koncertnem repertoarju. Ker zahteva veliko število glasbenikov, je pogosto imenovana kot »Simfonija tisočev«, čeprav jo pogosto izvaja manj kot tisoč glasbenikov. Skladba je nastala v enem samem ustvarjalnem poletu leta 1906, v južnoavstrijskem kraju Maiernigg. Simfonija je hkrati zadnje delo, ki je bilo praizvedeno v času skladateljevega življenja. Prva izvedba je bila 12. septembra 1910 v Münchnu, dirigiral je avtor sam. 
Simfonija je zasnovana v dveh delih. Prvi se naslanja na latinsko besedilo iz 9. stoletja, krščansko himno Veni creator spiritus, drugi del pa na sklepno besedilo Goethejevega Fausta. Oba dela združuje ideja človekove odrešitve z močjo ljubezni.